# 방탄 조끼 3형

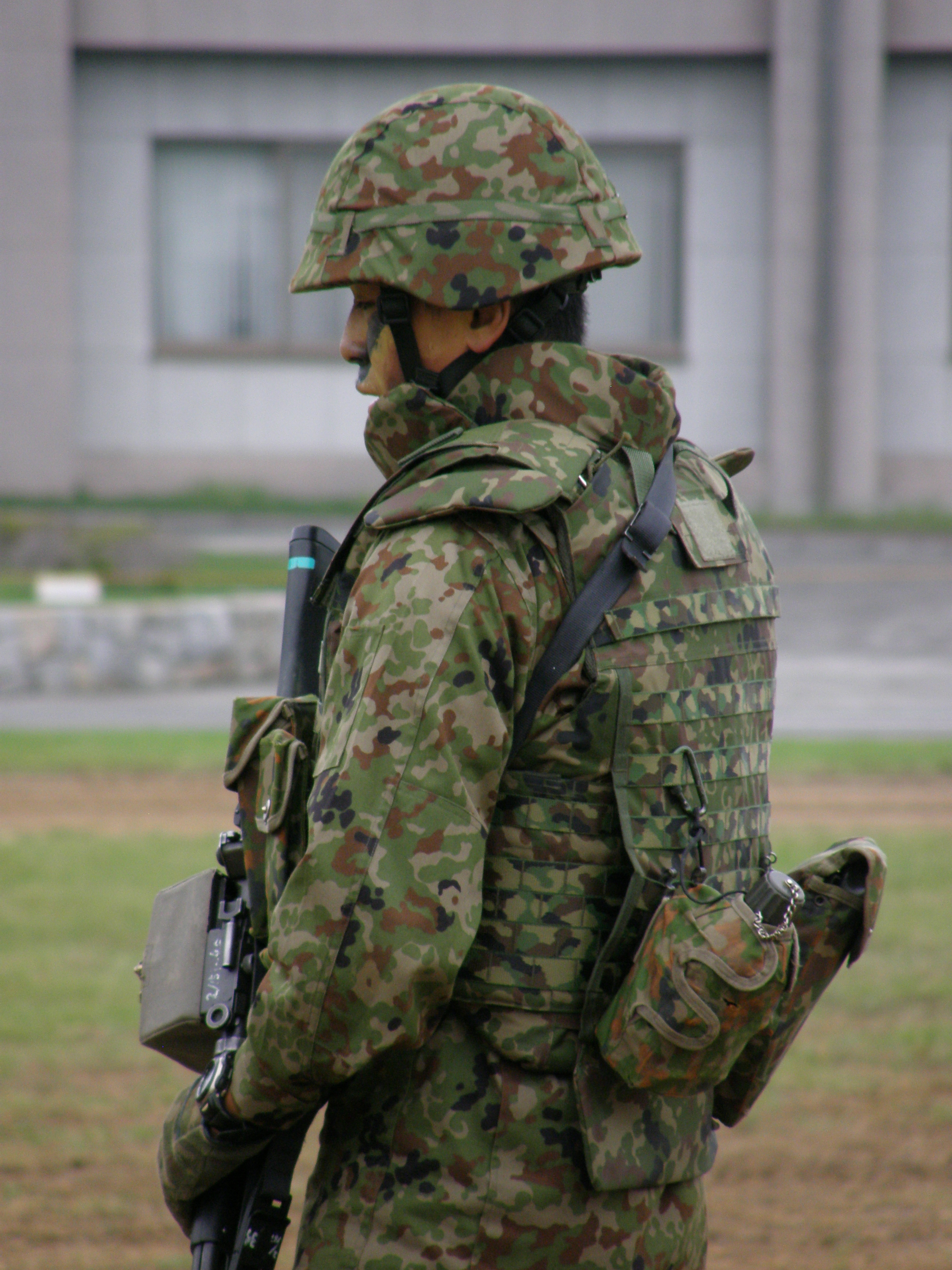
88식 철모 2형과 방탄 조끼 3형을 착용한 일본 자위대원

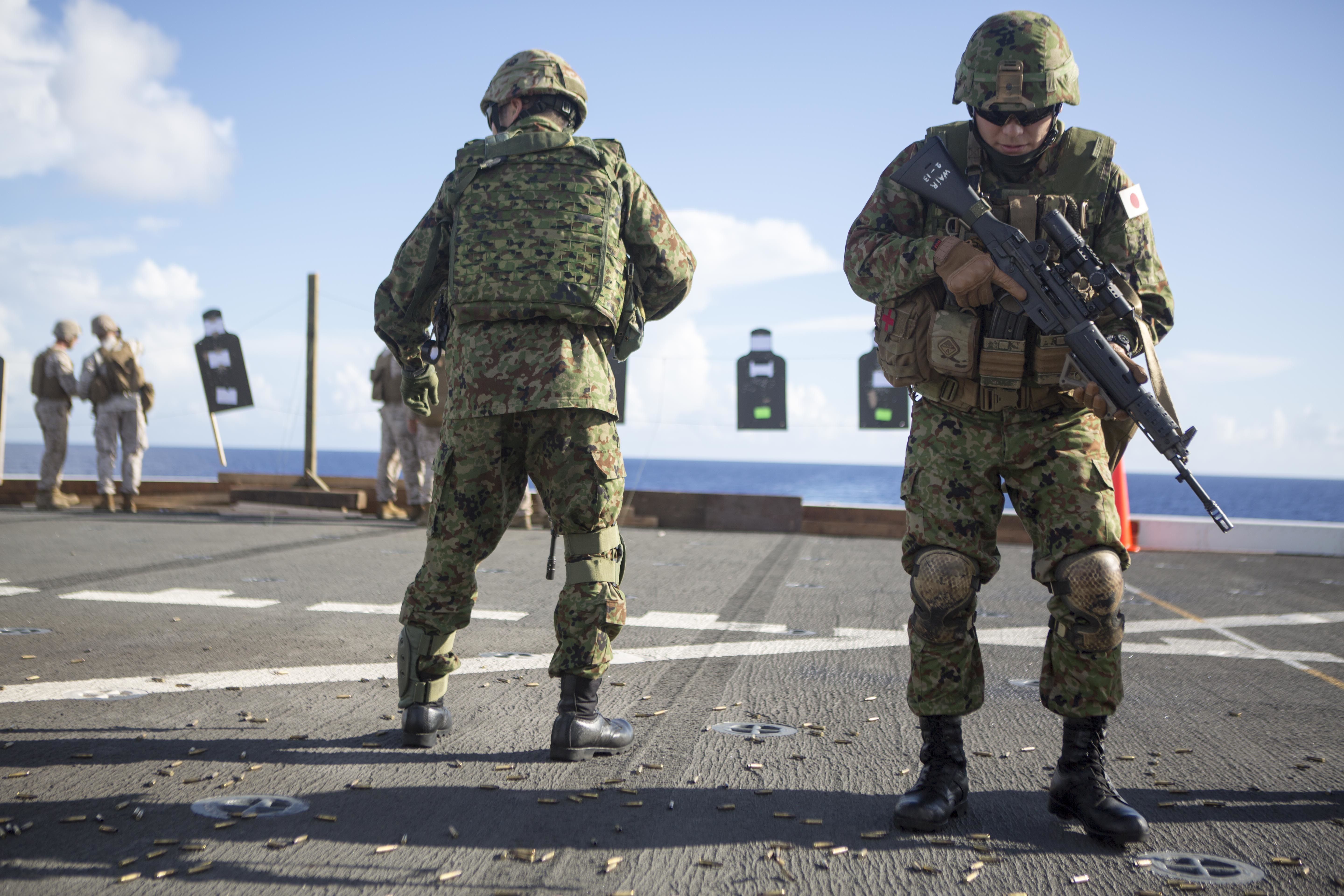
USS 그린베이함 함상 위의 미 해병대와 일 육상자위대

방탄 조끼 3형은 일본 육상 자위대가 운용중인 방탄복이다. 2000년대 초반부터 배치 된 방탄 조끼 2 형 의 후계 장비이며, 2012년 도 예산 (2012년 4월 - 2013년 3월)에 처음 조달이 이루어졌다.

## 개요
방탄 조끼 3 형은 전투 방탄 조끼 , 방탄 조끼 2 형 에 이어 육상 자위대 제 3 세대의 갑옷이며, 2 형에 비해 대원 의 피로 감소 등에 고려한 설계가 이루어지고있다. 부가 기재 ( 세라믹 플레이트 )가 준비되어 있으며, 2 형과 마찬가지로 단독으로 권총 탄이나 포탄 파편에 부가 기재의 삽입 소총 탄에 각각 대응하도록 설계되어있다. 1 호 3 호 5 호 3 사이즈가 준비되어있다.
2011년 10월 6일에 육상 자위대需品학교에서 열린 'QM 페어'에서 처음 존재가 밝혀지고, 아침 구름 신문 이 사진을 게재하고있다.
항공 자위대도 ' 방탄 조끼 3 형 '으로 채용하고있다. 헤이세이 29년도부터 " 방탄 조끼 3 형 "의 조달을 시작했다.

## 기능

### 개선된 무게
방탄 조끼 2형은 12kg의 중량을 갖고 있지만, 방탄 조끼 3형은 방어력이 개선되면서도 무게는 훨씬 가벼워졌다. 12kg은 미국 육군에서 악평을 받았던 레인저 갑옷(RBA)과 맞먹는 무게여서 자위대원들에게 부담이 될 수 있지만, 방탄 조끼 3형은 눈에 띄게 경량화되어서 가볍다는 장점이 있다.

### 어깨 부분
2 형 어깨 부 외부에 장착 된 어깨 아머는 안쪽으로 이동하고 외부에 미끄럼 방지 처리가되어있다. 이것은 2 형에 이어 채택 된 것이며, 멜빵 이나 베스트 등의 장구와 소총 의 개머리판 슬링 등을 고치는 것을 고려한 것으로 생각된다.

### 착용 방법
드레이프처럼 착용하고 전투 조끼와 2 형과 달리 머리에서 입게하고 착용 풀오버 방식을 채용하고 몸에 고정 관해서는 뒷면의 좌우에서 뻗은 커머 밴드를 몸에 감아 매기 라는 방법을 취하고있다. 걸쳐 입는 방식의 갑옷은 무언가에 닿아 때 전면이 마음대로 개방 해 버리는 단점이있다, 풀오버 방식은 그것을 해소하고 있지만, "착용시 얼굴과 귀를 다치게" 것이나, 안경이나 해결 글라스, 투구를 장비하고있는 상태에서 분리 할 수 없다는 단점이 있고, 그것을 해소하기 위해 해외의 군은 어깨 부분이 버클 등으로 개방 가능하게 되어있다 아머 도 많지만, 3 형은 그런 설계는되어 있지 않다.

### 핸들
후면 상단에는 핸들이 장착되어있다. 부상 행동 불능이되었을 때 다른 대원들이 여기를 잡고 견인 (도랏긴구) 할 수 있게되어있다.

### 허리 밴드
허리 밴드는 갑옷 내부 커머 밴드를 장착하고 그것을 허리에 감는 것으로 갑옷의 무게를 어깨뿐만 아니라 허리에 분산 시키거나 갑옷의 밀착도를 높이는 효과가있다. 이에 대해도 IOTV에서 처음 채택 된기구이다. 또한 갑옷의 정면과 후면을 연결하는 측면 부분도 커머 밴드라고 때문에 설명을 읽을 때주의가 필요하다.

### PALS 테이프
PALS (펄스)는 전술 조끼 와 갑옷 에 일정한 간격으로 수 놓은 헝겊 테이프에 각종 장구를 장착 시스템에서 사용의 용이성과 장구 설치의 자유도에서 각국의 군대 와 법 집행 기관에서 널리 채용되어있다. 그러나 육상 자위대는 PALS을 채용하고있다 장구가 2 형 뿐이며 기존의 멜빵 에 장착하는 타입의 클립 장구 장착 할 수 있도록 독자적인 규격을 채용하고 있었다. 3 형은 그것을 해외에서 일반적으로 사용되고있는 "폭 1 인치 (2.5cm)의 테이프를 가로 간격 1.5 인치 (3.8cm)로 꿰매 상하 테이프와의 간격을 1 인치 비운다"방식으로 변경 함으로써 가전 제품의 PALS 장구와 미군 의 MOLLE 장구의 사용이 가능하게 되어있다. 하단의 테이프 4 열은 상하 간격없이 놓은 있으며, 멜빵 보조기를 무 개조로 장착 할 수 있도록 고려되어 있으며, MTV 와 SPC처럼 꿰매는 위치를 상하로 엇갈리게함으로써 장비 설치 위치의 자유도를 높이고있다. IOTV과 마찬가지로 테이프 자체도 위장 된있다

### 퀵 릴리즈 기능
빠른 릴리스는 낙수 시간이나 부상시에 갑옷 의 각 부품을 연결하는 와이어를 빼 분해하는 기능으로 육상 자위대는 방탄 조끼 2 형 (나누기)에서 처음으로 채용되고있다. 2 형은 빠른 분리 핸들 하단 측면에 설치되어 있었지만, 3 형의 경우는 목 아래로 변경되어보다 사용하기 쉽게되어있다. 이 위치는 미국 육군 의 IOTV 과 같다.

## 일본의 방탄복 종류
- 방탄 조끼 1형 : 1992년 배치
- 방탄 조끼 2형 : 2003년 배치
- 방탄 조끼 3형 : 2014년 배치

## 같이 보기
- IOTA
- SPCS
- IBA